# MIRC
mIRC là một ứng dụng máy lẻ (client) cho hệ điều hành Windows thuộc nhóm ứng dụng Internet Relay Chat được dùng để tán gẫu, giao lưu, chia sẻ hoặc giao tiếp công việc với những người khác trên mạng IRC trên khắp thế giới, hoặc sử dụng tạo các hội nghị trực tuyến nhóm nhiều người sử dụng hoặc trong một cuộc thảo luận riêng.
Phần mềm có giao diện sáng sủa, trực quan với các tính năng hỗ trợ và cho phép tùy biến (config) nâng cao như danh sách bạn bè, truyền tệp tin (file), kết nối đa máy chủ, hỗ trợ giao thức IPv6, mã hóa SSL, hỗ trợ proxy, hiển thị UTF-8 (phông chữ), tính năng UPnP, tùy chỉnh âm thanh, tin nhắn thoại, hỗ trợ "thông báo nhanh",...
mIRC sử dụng ngôn ngữ "kịch bản" (scripting) mạnh có thể được sử dụng để "tự động hóa" mIRC và tạo các ứng dụng thực hiện một loạt các chức năng chơi trò chơi từ mạng internet.
Ứng dụng mIRC đã được phát triển trong hơn một thập kỷ và liên tục được cải thiện và cập nhật với công nghệ mới. mIRC là phần mềm thương mại, có trả phí để sử dụng.